# Edgewood (Texas)
Edgewood é uma cidade  localizada no estado norte-americano do Texas, no Condado de Van Zandt.

## Demografia
Segundo o censo norte-americano de 2000, a sua população era de 1348 habitantes.
Em 2006, foi estimada uma população de 1462, um aumento de 114 (8.5%).

## Geografia
De acordo com o United States Census Bureau tem uma área de
3,5 km², dos quais 3,5 km² cobertos por terra e 0,0 km² cobertos por água.

## Localidades na vizinhança
O diagrama seguinte representa as localidades num raio de 24 km ao redor de Edgewood.